# وبائيات الإيدز والفيروس المسبب له

انتشار فيروس نقص المناعة البشرية و الإيدز 2009

 فيروس نقص المناعة البشرية\الإيدز هو وباء عالمي. واعتبارا من عام 2012، ما يقارب 35.3 مليون شخص يعيشون مع فيروس نقص المناعة البشرية على الصعيد العالمي. ما يقارب 17.2 مليون هم من الرجال، 16.8 النساء و3.4 مليون أقل من 15 سنة. كان هناك حوالي1.8 مليون حالة وفاة بسبب الإيدز في عام 2010، نزولا من 2.2 مليون في عام 2005. 
مناطق إفريقيا جنوب الصحراء الكبرى هي أكثر المناطق المتضررة. في عام 2010، ما يقارب من 68% (22.9 مليون) من كل حالات مرض نقص المناعة البشرية و66% من كل حالات الوفاة (1.2 مليون) حصلت في هذه المنطقة. ذلك يعني أنه ما يقارب 5% من تعداد البالغيين في هذه المنطقة مصاب بالمرض. وعلى النقيض من المناطق أخرى، يشكل النساء ما يقارب 60% من الحالات. جنوب إفريقيا لديها أكبر عدد من المصابيين بفيروس نقص المناعة البشرية من أي دولة في العالم، بعدد 5.9 مليون حالة. 
جنوب وجنوب شرق آسيا (منطقة تحوي ما يقارب ملياري شخص اعتبارا من 2010، أكثر من 30% من سكان العالم) لديها ما يقدر بـ4 مليون حالة (12% من جميع الناس الذين يعيشون مع فيروس نقص المناعة البشرية)، مع حوالي 250,000 حالة وفاة في عام 2010. ما يقارب من 2.5 مليون من هذه الحالات في الهند، حيث أن انتشار المرض ليس سوى ما يقارب 0.3% (أعلى إلى حد ما من تلك الموجودة في أوروبا الغربية والوسطى وكندا). الانتشار يعتبر أدنى في شرق آسيا عند 0.1٪. 
 في عام 2008 ما يقارب 1.2 مليون من سكان الولايات المتحدة كانوا مصابيين بفيروس نقص المناعة البشرية: 20% منهم لم يلاحظوا أنهم مصابين بالمرض. خلال فترة العشر سنوات من 1999-2008 أسفر مرض الإيدز عن 17.500 حالة وفاة سنويا. في المملكة المتحدة، اعتبارا من عام 2009، كان هناك ما يقارب 86.500 حالة و516 من الوفيات. في أستراليا، اعتبار من عام2009، كان هناك حوالي 21.171حالة وحوالي 23 حالة وفاة. في كندا اعتبارا من عام 2008 كان هناك ما يقارب 65.000 حالة و53 حالة وفاة. 
إعاد بناء التاريخ الجيني للمرض يظهر أن فيروس نقص المناعة البشرية من شبه المؤكد أنه نشاء في كينشاسا، عاصمة الكونقو الديمقراطية، حوالي عام 1920. الإيدز تم التعرف عليه أول مرة في عام 1981 وبحلول عام 2009 كان قد تسبب فيما يقارب ب 30 مليون حالة وفاة.  

## الإنتشار حسب المناطق
إن انتشار أو جنوح هذا المرض ليس متجانس داخل المناطق حيث أن بعض المناطق متأثرة به أكثر من من المناطق الأخرى، حتى على المستوى الدول هناك اختلافات واسعة في مستوى العدوى بين المناطق المختلفة، ولا يزال عدد المصابين بفيروس نقص المناعة المكتسبة في الارتفاع في معظم بلدان العالم، وعلى الرغم من تنفيذ استراتيجيات الوقاية تبقى مناطق إفريقيا الواقعة جنوب الصحراء الكبرى هي الأكبر تضرراً حيث يقدر عدد المصابين بـ 22,9 مليون مصاب أي مايعادل 68% من تعداد السكان (إحصائية عام 2010). 
مناطق جنوب وجنوب شرق أسيا لديها ما يقدر بـنحو 12% من الإجمالي العالمي. وقد انخفض معدل الإصابات الجديدة قليلاً منذ عام 2005 بعد انخفاض عالي كان في عام 1997 م، والسبب هو تواجد العلاج المضاد للفيروس على نطاق واسع في هذه المناطق. أما معدل الوفيات بسبب مرض الإيدز، فقد استمر في التناقص منذ عام 2005 والسبب يعود للأدوية المضادة للفيروسات.  

### أفريقيا جنوب الصحراء
أما مناطق إفريقيا الواقعة جنوب الصحراء الكبرى فـهي الأكثر تعرضاً وإصابة بهذا الفيروس. حيث وصلت الإصابة فيها إلى مرحلة وباء متوطَن بحيث تمثل هذه المناطق 12% من نسبة الإصابة العالمية بهذا الفيروس. حيث بلغ معدل الانتشار لفيروس نقص المناعة المكتسبة بين البالغين 5% أي مايعادل 21,6 مليون إلى 24,1 مليون شخص مصاب. وبالرغم أن معدل الانتشار الحقيقي يختلف بين هذه المناطق، إلا أن جنوب أفريقيا هي أكثر المناطق انتشاراً لهذا الفيروس بمعدل انتشار يتجاوز الـ 20% بين سكان دول هذه المنطقة (منطقة جنوب إفريقيا الواقعة جنوب الصحراء الكبرى) ويبلغ 30 % في سوازيلاند وبوتسوانا. 
مناطق أفريقيا الشرقية أيضاً تعاني نسب انتشار عالية حيث بلغت أكثر من 10% في بعض المناطق، ولكن هناك بوادر وعلامات بأن انتشار المرض بانحدار مستمر. ولكن معدلات الانتشار كانت أقل في مناطق غرب أفريقيا. العديد من الدول في تلك المنطقة لديها نسبة انتشار لا تتجاوز 2-3٪. ولا دولة لديها معدل انتشار أكبر من 10٪. في دولتي نيجيريا وساحل العاج، اللتان تعتبران أكبر المناطق من حيث عدد السكان، فإن معدلات الانتشار تتراوح بين 5% و 7٪. 
عبر مناطق أفريقيا الواقعة جنوب الصحراء الكبرى، معدل إصابة النساء أكبر من معدل إصابة الرجال، حيث أنه هناك 13 أنثى مصابة لكل عشرة ذكور. ولا تزال هذه الفجوة بينهما بازدياد. وأيضاً تصاب النساء بشكل مبكر أكثر من الرجال. هذه الاختلافات بين الذكور والإناث تتضح بشكل أكبر بين فئة الشباب (مابين 15 على 24 سنة). في هذه الفئة العمرية هناك 36 أنثى مصابة لكل 10 رجال مصابين. يوجد العديد من الأسباب المساعدة على انتشار هذا المرض وغيره من الأمراض المنتقلة عن طريق الاتصال الجنسي عبر العالم ومنها نقل الدم من مصاب إلى مريض غير مصاب، انخفاض معدل النظافة الشخصية، وانخفاض معدل التغذية الجيدة. 
انتقال المرض من الأم إلى طفلها حديث الولادة أيضاً يعتبر عامل انتقال رئيسي خصوصاً في دول العالم الثالث. والسبب في ذلك يعود إلى ضعف الإمكانيات في إجراء الفحوصات والتحاليل للأم المصابة، وضعف إمكانيات العلاج في مرحلة ماقبل الولادة. حليب الأم المصابة أيضاً يعتبر عامل لانتقال المرض، حيث يبلغ عدد الأطفال المصابين بسبب حليب الأم المصابة بهذا الفيروس قرابة 590,000 كل سنة في دول العالم الثالث. في عام 2000 ميلادي، قامت منظمة الصحة العالمية بأخذ عينات دم من أكياس الدم المتبرع بها في إفريقيا، حيث وجدت ما يقارب 25% من جميع تبرعات الدم في إفريقيا التي لم تجرى عليها فحوصات فيروس نقص المناعة المكتسبة الإيدز. وبالتالي فهناك مايقارب 10% من الإصابات في إفريقيا سببها استقبال المرضى لدم ملوث بهذا الفيروس. 
الحالات الاقتصادية الفقيرة والمتدنية تؤدي إلى استخدام الإبر والمعدات طبية الملوثة في المنشآت الصحية، وكذلك ضعف الوعي العام والتثقيف الصحي المتعلق بممارسة الجنس والأمراض الجنسية، كل ذلك يساهم في ارتفاع نسبة الإصابة. في بعض دول إفريقيا، هناك ما يقارب 25% من البالغين الذين يعملون في وظائف مختلفة مصابون بهذا المرض. الحالة الاقتصادية الضعيفة والمتدنية تجبر الفتيات على العمل في مجال ممارسة الجنس لكسب المال نظراً لمعدل الفقر العام لديهن ولدى المجتمع وهذا يساهم في ارتفاع نسبة انتشار الأمراض الجنسية.
هناك من بين الأوساط من ينكرون مرض نقص المناعة المكتسبة الإيدز بشكل كلي وهؤلاء تسببوا بإعاقة البرامج المسؤولة عن مكافحة هذا المرض ونشر الأدوية المضادة لهذا الفيروس. سياسات هؤلاء اللذين ينكرون المرض وأسباب انتشاره متمثلين في رئيس جنوب إفريقيا ثابو مبيكي، تسببوا بارتفاع لا مبرر له في الوفيات الناتجة عن هذا المرض والذي كان بالإمكان تفاديه. قام برنامج الأمم المتحدة في عام 2005 بإحصاء قرابة 5,5 مليون شخص مصاب بالإيدز في جنوب إفريقيا، أي ما يعادل 12.4 من إجمالي عدد السكان. وهذا يدل على أنه هناك ازدياد قرابة 200.000 عن أخر إحصائية قد تم إجراؤها عام 2003م. 
 وبالرغم من أن معدل الإصابة بالإيدز في دولة نيجيريا أقل بكثير من بقية دول إفريقيا، إلا أن فيها مايقارب 3.6 مليون شخص مصاب (إحصائية عام 2003). ومؤخراً، قامت دولة أوغندا وزامبيا والسنغال وبوتسوانا بإنشاء حملات علاجية وتوعوية تهدف إلى تقليل انتشار هذا المرض. وقد نجحت أوغندا بالفعل بتقليل وتقليل معدل الإصابة العام بالإيدز.  

### الشرق الأوسط وشمال إفريقيا
قرابة 500,000 شخص يعيشون مع مرض الايدز في منطقة الشرق الأوسط وشمال أفريقيا. هذا العدد متوقع بأنه 470,000 (350,000-570,000) بدون أفغانستان وباكستان (لا تعتبر من منطقة الشرق الأوسط وشمال أفريقيا من قبل برنامج الامم المتحدة المشترك المعني بفيروس الايدز) ويصل العدد إلى 580,000 (430,000-810,000) إذا تم حساب أفغانستان وباكستان، وأقل دول الشرق الأوسط تأثراً بالإيدز وفيروسه هي السعودية.
مع أن معدل الانتشار في منطقة الشرق الأوسط وشمال أفريقيا قليل، فإنه يوجد وباء بين بعض المجموعات المعرضة. واعتبارا من 2012 معدل انتشار مرض الايدز من بين الرجال الذين يمارسون الجنس مع رجال في مصر متوقع ان يكون 5.0%-9.9% 
وفقاً لنتائج أحدث الدراسات العلمية والتي بحثت آلية انتشار العدوى بالفيروس في منطقة الشرق الأوسط وشمال أفريقيا كوحدة جغرافية، فإن النسبة الأكبر للعدوى حدثت داخل المنطقة مع دلائل لانتشار الفيروس بين البلدان المختلفة وخاصة في شمال أفريقيا. 

### جنوب وجنوب شرق آسيا
معدل انتشار فيروس الايدز في جنوب وجنوب شرقي اسيا اقل من 0.35% مع مجموع 4.2 – 4.7 ميلون بالغ وطفل مصاب. وفيات مرض الايدز (480,000) في هذه المنطقة أكثر من أي منطقة أخرى ما عدا مناطق اقريقيا جنوب الصحراء الكبرى. الحجم الجغرافي والتنوع البشري في جنوب وجنوب شرقي اسيا تسببت باوبئة الايدز المختلفة في أنحاء المنطقة وخصوصاً في الهند. 
في جنوب وجنوب شرقي آسيا، وباء الايدز يضل بشكل كبير مركز على متعاطي المخدرات بالإبر، الرجال الذين يمارسون الجنس مع رجال، العاملين والعاملين بالجنس، عملائهم وقرنائهم. في الفلبين بالتحديد، العلاقة الجنسية بين الذكور يشكلون اغلبية الاصابات الجديدة. هناك دراسة عن ترصد مرض الايدز اجراها الدكتور ليو مار قانقوكاو ‏ وزملاؤه من جامعة الفلبين في المستشفى الفلبيني العام ‏ اظهرت بأن من قبل 406 الذين اختبروا لمرض الايدز، معدل انتشار مرض الايدز كان 11.8%. 
المهاجرون بالتحديد عرضة للإصابة، 67% من المصابين في بنقلادش و 41% في نيبال مهاجرين من الهند. يرجع ذلك جزئيا إلى التجارة بالبشر والإستغلال، أيضاً بسبب المهاجرين الذين هاجروا إلى الهند للبحث عن عمل يسود الخوف عليهم من الوصول إلى الخدمات الصحية بالدولة بسبب وضعهم كمهاجرين غير قانونيين.

### شرق آسيا
معدل انتشار فيروس الايدز في شرق اسيا هو 0.1% في مجموعة البالغين (15-49). لكن بسبب التعداد السكني العالي في الكثير من دول شرق اسيا، فأن معدل الانتشار الصغير هذا لا يزال يعني ان عدد كبير من الناس مصابين بمرض الايدز وخصوصا في الصين. لانتشار الكبير الحالي للفيروس في الصين من قبل متعاطي المخدرات بالإبر وممارسة الجنس المدفوع. في الصين، هذا الرقم يقدر بين 430,000 و 1.5 مليون من قبل باحثين مستقلين، مع أن البعض يقدر تقديرات أعلى بكثير. 
في المناطق الريفية من الصين، وهو مكان تواجد عدد كبير من المزارعين وبالتحديد في منطقة هينن، تتم المشاركة في عمليات نقل الدم الملوثة، ويقدر المصابين منهم بعشرات الالاف. في اليابان، ما يقارب نصف قضايا مرض الايدز والعدوى بفيروسه تم تسجيلها بشكل رسمي بانها تحدث بين الرجال المثلي الجنس، والباقي من القضايا تحدث بين صاحبي العلاقات الجنسية بين الجنسين، وايضا عن طريق تعاطي المخدرات. 

### الأمريكيتين

#### الكاريبي
منطقة البحر الكاريبي تعتبر ثاني أكثر منطقة متضررة من الفيروس في العالم. بين البالغين الذين تتراوح أعمارهم من 15-44، الإيدز أصبح هو السبب الرئيسي للوفاة. معدل انتشار المرض بين البالغيين في المنطقة هو 0.9٪. مع معدلات وطنية متصاعدة حتى 2.7٪. انتشار فيروس نقص المناعة البشرية يحصل بشكل كبير من خلال الجماع الجنسي بين الجنسين. مع ثلثي حالات الإيدز في هذه المنطقة التي ترجع إلى هذه الطريقة. الجنس بين الرجال يعتبر أيضا طريقة هامة لنقل المرض على الرغم من أنه يتعبر وصمة عار وغير قانوني في العديد من المناطق. انتقال فيروس نقص المناعة البشرية من خلال تعاطي المخدرات بالإبر يعتبر نادر، بإستثناء برمودا وبورتوريكو. 

#### وسط وجنوب أمريكا
في هذه المناطق من القارة الأمريكية، فقط غواتيمالا وهندوراس لديها انتشار فيروس نقص المناعة البشرية بمعدل أكثر 1٪. عدد المصابين بفيروس نقص المناعة البشرية من الرجال يفوق عدد المصابين من النساء بمعدل تقريبي 1:3. 

#### الولايات المتحدة وكندا
معدل انتشار المرض بين البالغين في هذه المنطقة هو 0.7% مع أكثر من مليون شخص مصاب حاليا بفيروس نقص المناعة البشرية. في الولايات المتحدة من عام 2001-2005، كانت أعلى السلوكيات خطورة والمسببة لانتقال المرض هي الجنس بين الرجال (40-49% من الحالات الجديدة) والجنس بين الرجال والنساء عالي الخطورة (32-35% من الحالات الجديدة). حاليا، معدلات الإصابة بالفيروس في الولايات المتحدة تعتبر أعلى في المناطق الشرقية والجنوبية، مع إستثناء كالفورنيا. حاليا، 35.000-40.000 إصابة جديدة بالعدوى في الولايات المتحدة كل عام. الإيدز يعتبر واحد من أكثر ثلاث أسباب وفاة للرجال الأمريكيين من أصول إفريقية ما بين أعمار 25-45 والنساء الأمريكيات من أصول إفريقية ما بين أعمار 35-44 سنة في الولايات المتحدة الأمريكية. في الولايات المتحدة، الأمريكيون من أصول إفريقية يشكلون ما يقارب 48% من مجموع السكان المصابين بالفيروس ويشكلون أكثر من نصف عدد الحالات على الرغم من أنهم يشكلون فقط 12% من السكان. الطريقة الرئيسية لانتقال المرض للنساء هي عن طريق الجنس الغير آمن مع الرجال. النساء الأمريكيات من أصول إفريقية هم أكثر بـ19 مرة عرضة للإصابة بالفيروس من غيرهم من النساء. 
في الولايات المتحدة بالتحديد، موجه جديدة من الإصابات بالعدوى يلقى باللوم فيها على استخدام الميتامفيتامين. لخص بحث قدم في المؤتمر السنوي ال 12 للفيروسات القهقرية في بوسطن خلال فبراير 2005 أن استخدام كريستال ميث أو الكوكايين يعتبر من أكبر العوامل المسببة للإصابة بالمرض من بين الرجال الأمريكيين المثليين، مساهمة ب 29% من المخاطر الكلية من أن تصاب بالمرض و28% من المخاطر الكلية من كونك الشريك المتلقي في الجنس الشرجي. 
بالإضافة إلى ذلك، عدد من علماء النفس المعروفيين إستشهد بالميتامفيتامين كونها أكبر مشكلة تواجه الرجال المثليين اليوم، بما في ذلك مايكل ماجيسكي، الذي يؤمن بأن الميث هو العامل المحفز فيما لا يقل عن 80% من الانقلابات السيرولوجية التي تحدث حاليا عبر الولايات المتحدة. وتوني زيمباردي، الذي تحدث على أن الميتامفيتامين هو السبب الرئيسي لانتقال مرض الإيدز، وأضاف أنه العديد من الحالات الجديدة لا تكون من الغير المتعاطين للميثامفيتامين. 
عدد مختلف من عيادات الإيدز والأمراض الجنسية عبر الولايات المتحدة ذكرت في عدة تقريرات مرفقة بالأدلة أن 75% من الحالات الجديدة من المرض التي يتعاملون معها كانت متعلقة بالميتامفيتامين: في الواقع في لوس أنجليوس، الميتامفيتامين مسجلة على أنها السبب الرئيسي المسبب للمرض عبر الرجال المثليين في أواخر الثلاثينات من العمر. مادة الميتامفيتامين بوحدها لا تستطيع أن تصيب الشخص بالفيروس. 
العاصمة واشنطن لديها أعلى معدلات الإصابة عند 3٪. هذه المعدلات مشابهة لما هو عليه الحال في غرب إفريقيا، ويعتبر وباء شديد. 
في كندا، ما يقارب 60.000 شخص كانوا يعيشون مع مرض نقص المناعة البشرية في عام 2005. تعداد الأشخاص المصابين بالمرض يستمر بالازدياد، مع الزيادة العظمى بين السكان الكنديين الأصليين. كما في غرب أوروبا، معدلات الوفيات من الإيدز في أمريكا الشمالية نزلت بشكل حاد بعد إدخال العلاجات المركبة للإيدز. 
في الولايات المتحدة، الشابات الأمريكيات من أصول إفريقية هم أيضا معرضيين بشكل خطير للإصابة بمرض الإيدز. الأمريكيون من أصول إفريقية يشكلون 10% من السكان لكن ما يقارب من نصف حالات الإيدز عبر البلاد. ويرجع ذلك في جزء منه إلى عدم وجود معلومات كافية حول الإيدز وتصورهم أنهم ليسوا عرضة للمرض، كما يرجع ذلك إلى صعوبة الوصول إلى الرعاية الصحية الازمة والفرصة العالية لممارسة الجنس مع شخص ذو خطورة عالية للإصابة بالمرض.هناك أيضا الفوارق الجوغرافية في انتشار الإيدز عبر الولايات المتحدة، وهي أكثر شيوعا في المناطق الحضارية الكبيرة من الساحل الشرقي وكاليفورنيا وفي المناطق الحضارية في عمق الجنوب. المعدلات أقل في يتاوه وتكساس وشمال فلوريدا. 
منذ 1985، حالات الإصابة بمرض الإيدز بين النساء كانت في ازدياد كبير وهي حاليا مقدرة بما لا يقل عن 27% من الحالات الجديدة. هناك قلق متزايد تجاه حالات العنف المحيطه بالنساء المصابات بالمرض. في عام 2012، أظهر التحليل البعدي أن معدلات الصدمة النفسية، متضمنة العنف من الشريك الجنسي المقرب للنساء المصابات كانت أكثر بخمس مرات من المعدلات الوطنية. وفي عام 2013، كلف البيت الأبيض والفريق العامل المشترك بين الوكلات الاتحادية لمعالجة حالات العنف المتعلقة بالنساء المصابات.   
وتبين من استعراض الدراسات التي تحتوي على بيانات بشأن انتشار الفيروس في المرأة المتحوله جنسيا بأن 11.8% منهم أبلغوا بأنهم مصابات بالفيروس. وفي المسح الوطني التمييز المتحولين جنسيا ذكرت 20.23% من السود أبلغوا بأنهم يحملون الفيروس مع تقارير اضافية بأن 10% لم يكونوا على علم بوضعهم. 

### شرق أوروبا ووسط آسيا
هناك قلق متزايد حول وباء سريع النمو في شرق أوروبا ووسط اسيا، حيث أنه قدر 1.23-3.7 ميلون شخص مصاب في شهر ديسمبر 2011, مع ان معدل الانتشار في البالغين بين الأعمار (15-49) يعتبر قليل نسبياً (1.1%). معدلات انتشار الفيروس بدأت تنمو بسرعة من منتصف 1990 بسبب الانهيار الاجتماعي والاقتصادي وزيادة مستويات استخدام المخدرات عن طريق الحقن وزيادة أعداد النساء اللواتي يمارسون الجنس مقابل المال. بحلول عام 2010 كان عدد الحالات المبلغ عنها في روسيا أكثر من 450,000 وفقا لـمنظمة الصحة العالمية، ارتفاعا من 15,00 في عام 1995 و 190,000 في عام 2002. وتدعي بعض التقديرات إلى ان العدد الحقيقي أعلى بثمان مرات. هناك توقعات بأن معدل الإصابة في روسيا سوف تستمر في الارتفاع بسرعة، لأن التثقيف عن الإيدز يكاد يكون معدوما. 
أيضاً في أوكرانيا واستونيا أعداد المصابين في تزايد، مع تقديرات 650,000 و4,400 على التوالي في عام 2011. المرض هو الآن وباء رسمي في هذه المنطقة مما يعني ان استراتيجيات الوقاية قد لا تكون قادره على وقف وعكس انتشاره. أيضاً، انتقال الفيروس يتزايد عن طريق الممارسة الجنسية وتعاطي المخدرات بين الشباب (<30 عاما). في الواقع أكثر من 84% من حالات الايدز الحالية في هذه المنطقة تحدث في الأشخاص ذوي العلاقات الجنسية الطبيعية غير مستخدمي المخدرات واقل من 26 سنة من العمر

### غرب أوروبا
في معظم بلدان أوروبا الغربية انخفضت حالات الإصابة بالفيروس بشكل كبير. ينسب هذا الانخفاض إلى ارتفاع مستوى التعليم والتوعية الصحية، إجراء المسح والاختبارات على عينات الدم المأخوذة من المتبرعين، واستخدام الواقي الذكري عند ممارسة الجنس مع الأشخاص الغير موثوق بهم صحياً. أيضاً معدل الوفاة قد انخفض بشكل حاد.  
في هذه المناطق، هناك أسباب عدة لانتقال فيروس الإيدز وتشمل: الجنس مدفوع الثمن، استعمال الحقن الملوثة، انتقال الفيروس من الأم إلى طفلها حديث الولادة، ممارسة الرجال الجنس مع الرجل (المثلية الجنسية). نسبة انتشار الإيدز في بلدان أوروبا الغربية تبلغ 0.3% بين البالغين أي مايعادل 570.000 إلى 890.000 شخص مصاب حالياً. وبسبب القدرة على توفير الأدوية المضادة للفيروس، نسبة الوفاة بسبب الإيدز قليلة جداً في هذه البلدان.  

### المنطقة الأقيانوسية
هناك تباعد كبير في نسب الإصابة بين دول المنطقة نظراً لتباعد الجزر. معدل التطور المختلف في بلدان هذه المنطقة يلعب دوراً أساسياً أيضاً في هذا الاختلاف. يبلغ معدل النتشار في هذه المنطقة قرابة 0.2 إلى 0.7% أي ما يقارب 45000 إلى 12.000 شخص بالغ وطفل مصاب بالإيدز. 
في بابوا غينيا الجديدة تبلغ أعلى نسبة إصابة في هذه المنطقة بهذا المرض وبحسب منظمة الأمم المتحدة فإن نسبة الإصابة تزداد بنسبة 30% سنوياً منذ عام 1997م بينما بلغ معدل انتشار المرض 1.3% في عام 2006م. 

## الإيدز والمجتمع
في يونيو 2001 عقدت الامم المتحدة الجمعية العامة الإستثنائية لتكثيف العمل الدولي لمكافحة وباء مرض الايدز والعدوى بفيروسه بوصفه مشكلة صحية عالمية وتعبئة الموارد اللازمة لبلوغ هذا الهدف واصفة الوضع «أزمة عالمية» 
وفيما يتعلق بالاثار الاجتماعية للمرض أشار بعض علماء الاجتماع ان الإيدز تسبب في «إعادة النظرة الطبية للجنس».
براءات الاختراع لعلاج مرض الايدز
يوجد الكثير من المحاولات لايجاد حل جذري لعلاج الايدز في العالم - وقد قام الشيخ عبد المجيد الزنداني باكتشاف علاج لذلك وقد تم تسجيل برءاة الاختراع باسمه رسمياً على موقع براءات الاختراع العالمي - ويتم إنتاج العلاج حالياً بترخيص رسمي في تركيا وهو متاح لكل مرضى الايدز في العالم حيث يتوفر علاج الايدز المكون من الاعشاب الطبيعية فقط والامن تماما من أي اعراض جانبية من خلال شركة carmen إحدى فروع شركة نور توب كابي